# 704
El 704 (DCCIV) fou un any de traspàs començat en dimarts del calendari julià.

## Esdeveniments
- Els romans d'Orient desbaraten una ràtzia abbàssida a Cilícia.[1]

## Naixements
- Mé Aktsom, emperador del Tibet (mort el 755).